# حمام (فیلم)
حمام (به ایتالیایی: Il bagno turco) فیلمی ۹۴ دقیقه‌ای به کارگردانی فرزان ازپتک محصول سال ۱۹۹۷ (میلادی) کشور ایتالیا، اسپانیا و ترکیه است.